# Pista obesiseta
Pista obesiseta är en ringmaskart som beskrevs av Maurice Caullery 1915. Pista obesiseta ingår i släktet Pista och familjen Terebellidae. Inga underarter finns listade i Catalogue of Life.